# 오키다테 (아오모리시)
오키다테(沖館)는 일본 아오모리현 아오모리시에 속한 지명이자 오아자이다. 1정목부터 5정목까지 있다. 우편번호는 038-0002이며, 예전에는 오아자의 이름으로 쓰이기도 했으며\,. 이 항목에서는 주로 현재의 지명을 다루지만, 역사편에서는 오아자에 대해서도 언급한다.
1. ↑  “人口・世帯数等（住民基本台帳）”. 青森市. 2023년 1월 1일. 2020년 5월 8일에 원본 문서에서 보존된 문서. 2023년 2월 7일에 확인함. 다음 글자 무시됨: ‘和書’ (도움말)